# Pim Bouwman
Pim Bouwman (Flessinga, 30 gennaio 1991) è un calciatore olandese, centrocampista svincolato.

## Carriera
Ha giocato nella prima divisione olandese, in quella finlandese ed in quella cipriota.